# سیسیلیا ییپ
سیسیلیا ییپ (انگلیسی: Cecilia Yip؛ زادهٔ ۸ مارس ۱۹۶۳) بازیگر اهل هنگ کنگ است.
از فیلم‌ها یا برنامه‌های تلویزیونی که وی در آن نقش داشته‌است، می‌توان به آنجا ساعت چند است؟، جایگاه چشمگیر و هنگ کنگ ۱۹۴۱ اشاره کرد.